# Chrysobalanus icaco
Chrysobalanus icaco (en anglès: cocoplum) és un fruit tropical comestible proporcionat per un arbust d'un a 3 m d'alt o un petit arbre de màxim 10 m d'alt que es troba prop de les platges i terra endins de l'Amèrica tropical i el Carib incloent-hi Florida i les Bahames. La subespècie de terra endins és C. icaco pellocarpus. És una planta de fulla persistent. Les flors són petites i blanques els fruits són en grups i maduren al final de l'estiu amb uns 5 cm de diàmetre.
Encara que aquesta planta no resisteix les gelades, la subespècie litoral és halòfita i, per tant, resisteix la salinitat del terreny, per tant sovint és plantada per estabilitzar les dunes litorals i prevenir l'erosió. També té ús com planta ornamental. Del fruit se'n fan melmelades i preparacions similars.

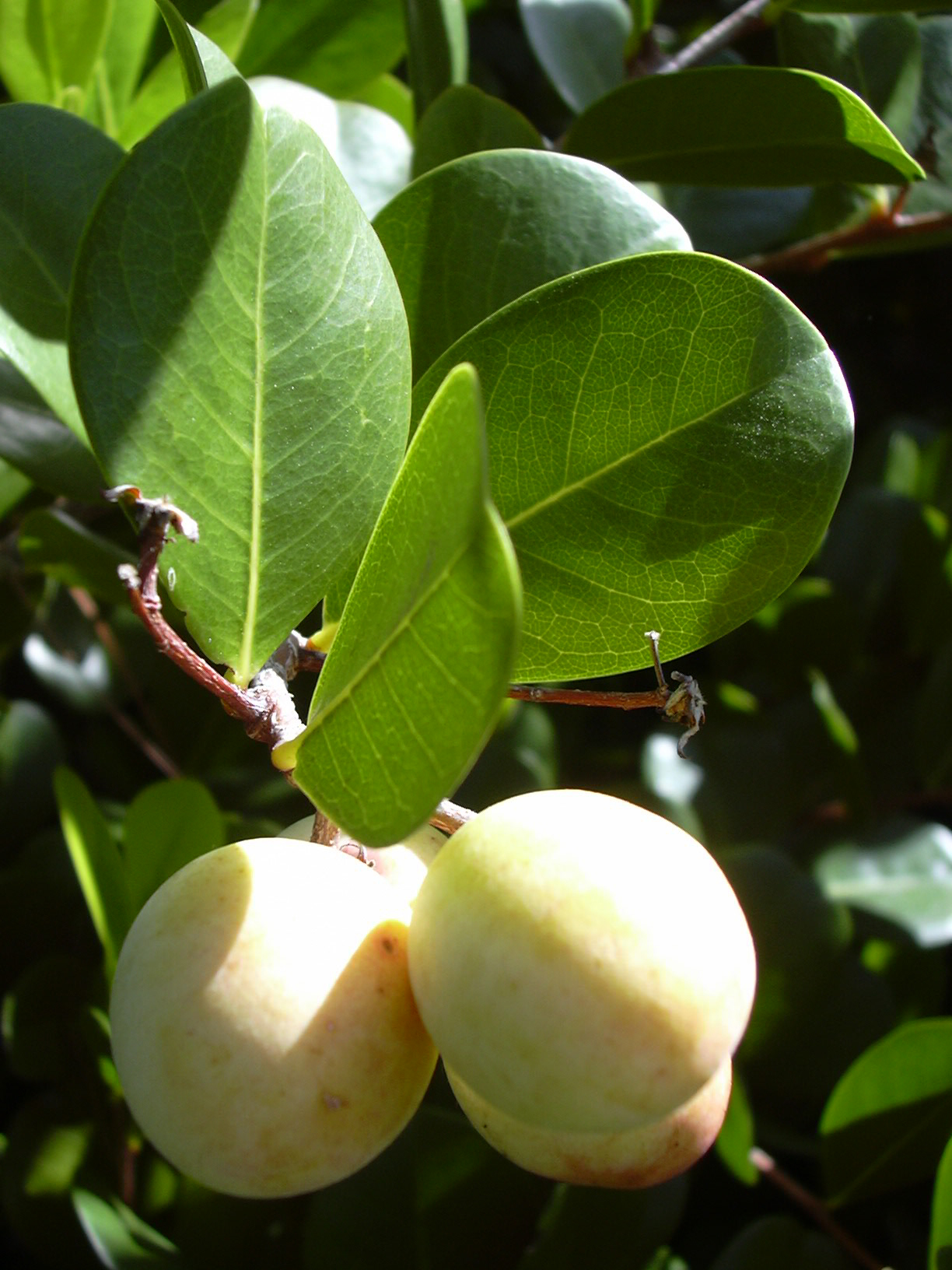
Fruit de la forma litoral (Forest & Kim Starr (USGS))

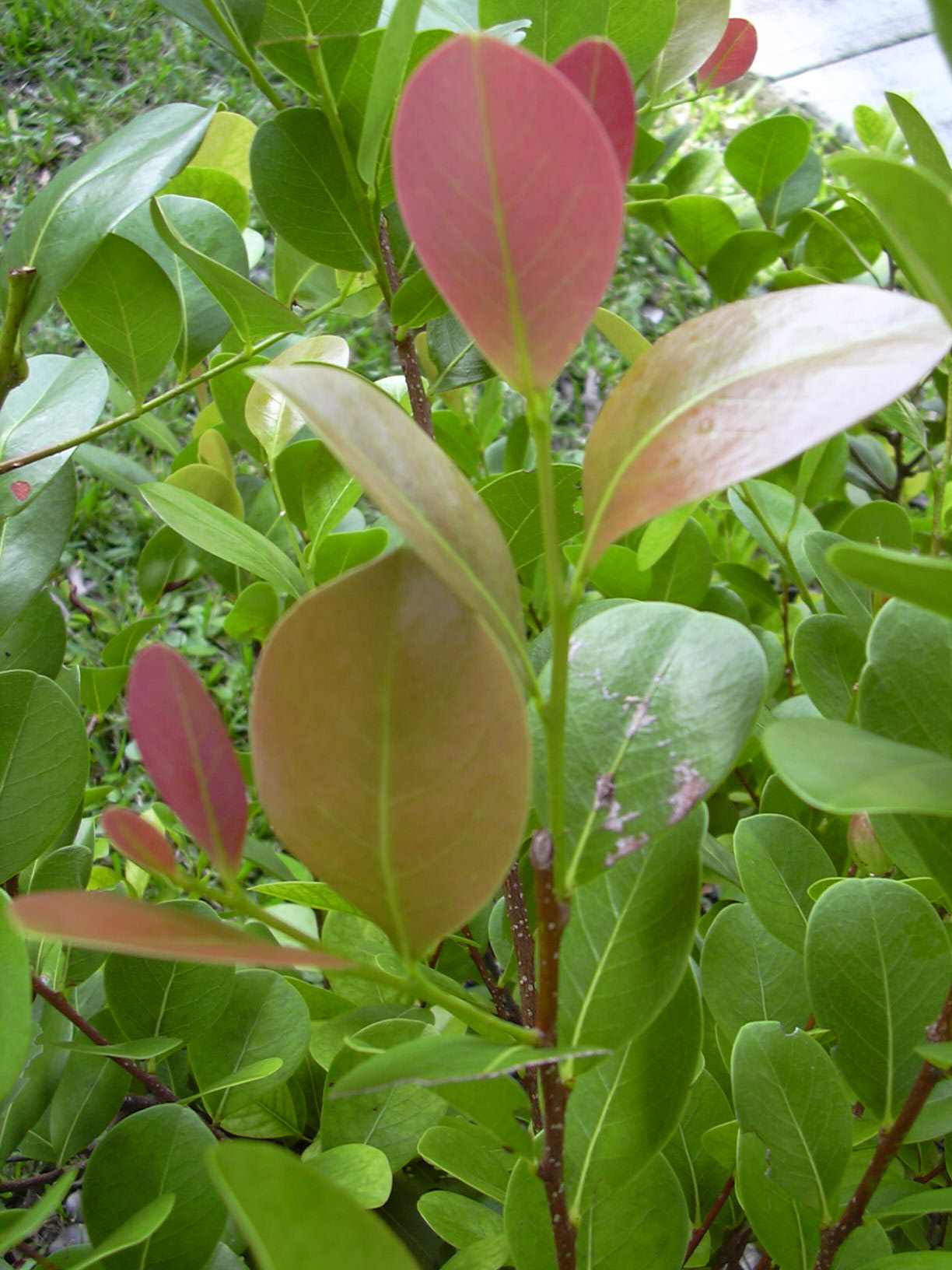
Fulles vermelles de la forma de terra endins. (Forest & Kim Starr (USGS))